# Сиукаев, Арсен Ибрагимович
Арсе́н Ибраги́мович Сиука́ев (род. 7 марта 1996, Владикавказ) — российский футболист, вратарь.

## Карьера
Начинал взрослую карьеру в молодежной команде «Кубани». Затем несколько лет играл за команды Второго дивизиона «Калуга», «Машук-КМВ» и «Биолог-Новокубанск».
Летом 2018 года пополнил ряды армянского клуба «Арарат-Армения». Дебют в местной Высшей лиге состоялся 15 сентября в игре против «Лернаин Арцах» (1:1). В ней Сиукаев после первого тайма заменил Дмитрия Абакумова. Всего за «Арарат-Армению» провел два матча.
Зимой 2019 года перешел в другой армянский клуб «Лори».